# Liste der Wappen im Salzlandkreis
Diese Liste zeigt die amtlich genehmigten Wappen der Verbandsgemeinden, Städte und Gemeinden, sowie Wappen von ehemaligen Landkreisen, Verwaltungsgemeinschaften, Städten und Gemeinden im Salzlandkreis in Sachsen-Anhalt.

## Salzlandkreis und Vorgängerkreise
| Landkreis | Wappen                     | Kommentare |
| --- | -------------------------- | --- |
| Salzlandkreis | Wappen des Salzlandkreises | Gestaltet von Joachim Grossert (Inhalt) und Kathrin Telle (Grafik), genehmigt durch das Ministerium des Innern des Landes Sachsen-Anhalt am 29. Oktober 2007: „Geviert von Rot und Silber; Feld 1 und 4: in einem goldenen Stutzkorb ein silbernes Stück Salz mit drei goldenen Zierbändern; Feld 2: ein golden bewehrter und bezungter schwarzer Adler, die Saxen belegt mit goldenen Kleestängeln; Feld 3: ein schreitender, rot bezungter schwarzer Bär mit silbernem Halsband auf einer schrägen, schwarz gefugten roten Zinnenmauer mit einem geschlossenen silbernen Tor mit schwarzen Beschlägen und schwarzem Schloss auf der rechten Seite.“ |
| - Landkreis Aschersleben - Landkreis Aschersleben-Staßfurt - Landkreis Bernburg - Landkreis Calbe a./S. - Landkreis Schönebeck |                            | |

## Verbandsgemeinden und Verwaltungsgemeinschaften
| Verbandsgemeinde | Wappen | Kommentare |
| ---------------- | ------ | --- |
| Egelner Mulde    |        | Gestaltet vom Magdeburger Kommunalheraldiker Jörg Mantzsch, genehmigt durch den Salzlandkreis am 3. Juni 2010: „In Silber auf grünem Boden eine schwarz gefugte rote Burg mit zwei spitz bedachten und golden beknauften Türmen mit je einer silbernen Fensteröffnung, in der gezinnten Burgmauer ein geöffnetes goldenes Tor mit hochgezogenem schwarzen Fallgatter; zwischen den Türmen fünf (3:2) sechsstrahlige grüne Sterne; der Boden belegt mit einer querliegenden goldenen Ähre über in der Art eines Wellenschildfußes vom Boden abgeteiltem silbernen Wasser mit schwarzen Wellenlinien.“ |
| Saale-Wipper     |        | § 2 der Hauptsatzung der Verbandsgemeinde Saale-Wipper führt weder Wappen noch Flagge, sondern nur das Dienstsiegel ohne Siegelbild mit der Umschrift „Verbandsgemeinde Saale-Wipper“. |

### Ehemalige Verwaltungsgemeinschaften
| Verwaltungsgemeinschaft | Wappen | Kommentare |
| ----------------------- | ------ | --- |
| Bördeaue                |        | Gestaltet vom Magdeburger Kommunalheraldiker Jörg Mantzsch, genehmigt ????: „In Gold ein grüner Balken, der erhöhte blaue Schildfuß belegt mit drei schwarzen Wellenlinien.“ Zum 1. Januar 2005 wurde die Verwaltungsgemeinschaft Bördeaue aufgelöst und die Gemeinden wurden in die neugebildete Verwaltungsgemeinschaft Egelner Mulde eingegliedert. |
| Bördeblick              |        | Gestaltet vom Magdeburger Kommunalheraldiker Jörg Mantzsch, genehmigt 1998: „In Grün fünf goldene Ähren über goldenem Dreiberg.“ Zum 1. März 2004 wurde die Verwaltungsgemeinschaft Bördeblick aufgelöst; vier der fünf Gemeinden schlossen sich zur neugegründeten Einheitsgemeinde Bördeblick zusammen, die Gemeinde Winningen wurde nach Aschersleben eingemeindet. |
| Börde-Hakel             |        | Gestaltet vom Magdeburger Kommunalheraldiker Jörg Mantzsch, genehmigt durch das Regierungspräsidium Magdeburg am 28. April 1995: „Geteilt Rot über Silber; oben drei (2:1) silberne Rosen, unten ein schreitendes schwarzes Pferd.“ Zum 1. Januar 2005 wurde die Verwaltungsgemeinschaft Börde-Hakel aufgelöst und die Gemeinden wurden in die neugebildete Verwaltungsgemeinschaft Egelner Mulde eingegliedert. |
| Seeland                 |        | Gestaltet von der Heraldikerin Erika Fiedler aus Magdeburg, genehmigt durch den Salzlandkreis am 18. Februar 2015: „Geteilt; oben in Silber ein wachsender schwarzer rotbewehrter Bär, in den oberen Schildecken rechts vier und links drei blaue fünfstrahlige Sterne, unten in Blau ein silberner Fisch.“ Zum 15. Juli 2010 wurde die Verwaltungsgemeinschaft Seeland aufgelöst; fünf der sechs Gemeinden schlossen sich zur neugegründeten Einheitsgemeinde Stadt Seeland zusammen, die Gemeinde Gatersleben wurde zum 1. September 2010 nach Seeland eingemeindet. |
| Südöstliches Bördeland  |        | Genehmigt ????: „Geviert; Feld 1 und 4: in Rot eine goldene Getreidegarbe, Feld 2 und 3: in Silber ein schwarzes Bergmannsgezähe.“ Zum 29. Dezember 2007 schlossen sich die sieben Gemeinden Biere, Eggersdorf, Eickendorf, Großmühlingen, Kleinmühlingen, Welsleben und Zens der Verwaltungsgemeinschaft Südöstliches Bördeland zur neugegründeten Gemeinde Bördeland zusammen, die Verwaltungsgemeinschaft wurde damit aufgelöst. |

## Städte und Gemeinden
Folgende Gemeinde führt kein Wappen:
- Börde-Hakel

- Stadt
 Alsleben (Saale)[9]
- Stadt
 Aschersleben[10]
- Stadt
 Barby[11]
- Kreisstadt
 Bernburg (Saale)[12]
- Gemeinde
 Bördeaue[13]
- Gemeinde
 Bördeland[14]
- Gemeinde
 Borne[15]
- Stadt
 Calbe (Saale)[16]
- Stadt
 Egeln[17]
- Gemeinde
 Giersleben
- Stadt
 Güsten[18]
- Einheitsgemeinde
 Stadt Hecklingen[19]
- Gemeinde
 Ilberstedt
- Stadt
 Könnern
- Stadt
 Nienburg (Saale)[20]
- Gemeinde
 Plötzkau
- Stadt
 Schönebeck (Elbe)[21]
- Stadt
 Seeland[22]
- Stadt
 Staßfurt[23]
- Gemeinde
 Wolmirsleben

### Ehemalige Städte und Gemeinden

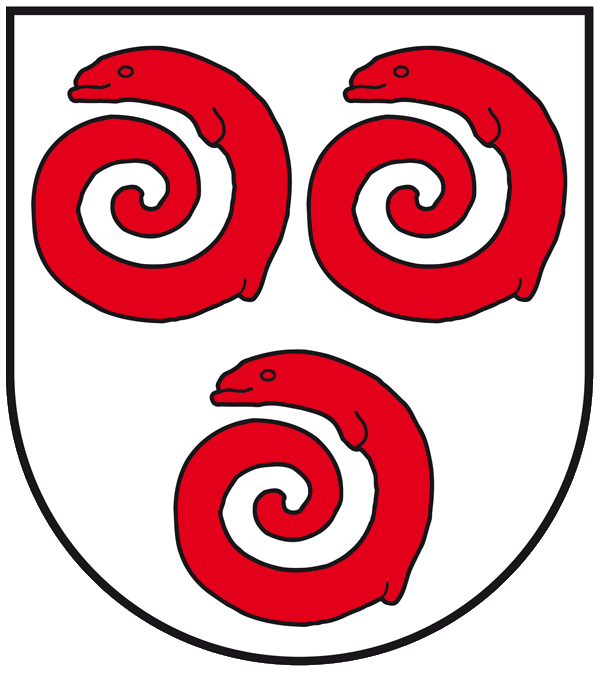
Stadt Alsleben (Saale)
Stadt Güsten
 Ortsteil Amesdorf[24]
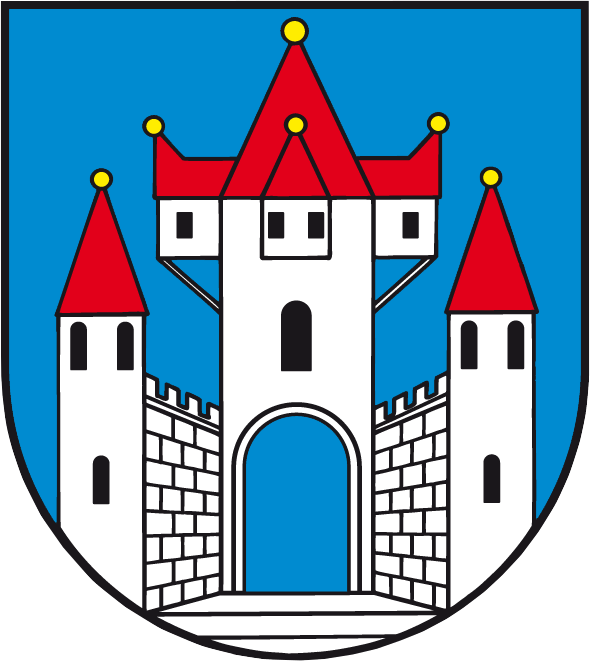
Stadt Staßfurt
Kreisstadt Bernburg (Saale)
 Ortsteil Atzendorf[25]

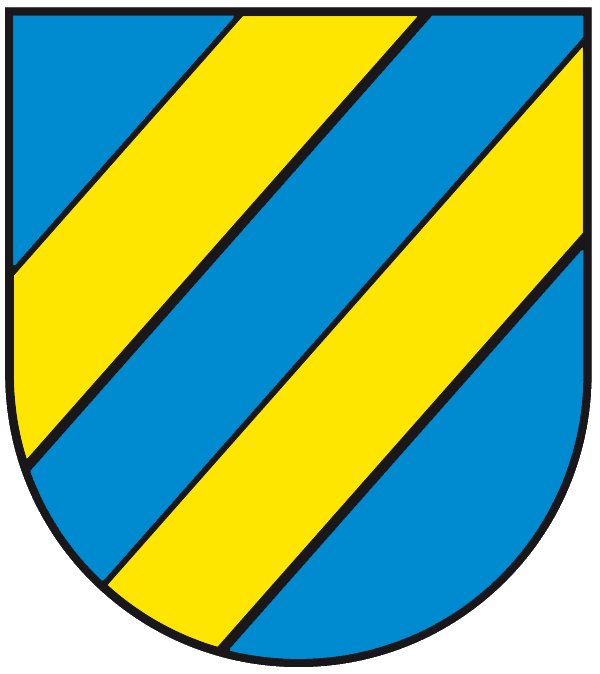
Stadt Könnern Ortsteil Beesenlaublingen
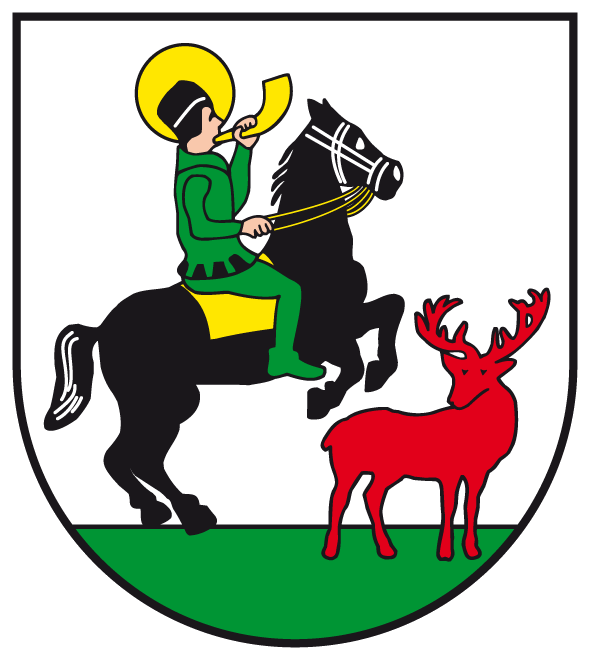
Stadt Könnern Ortsteil Belleben
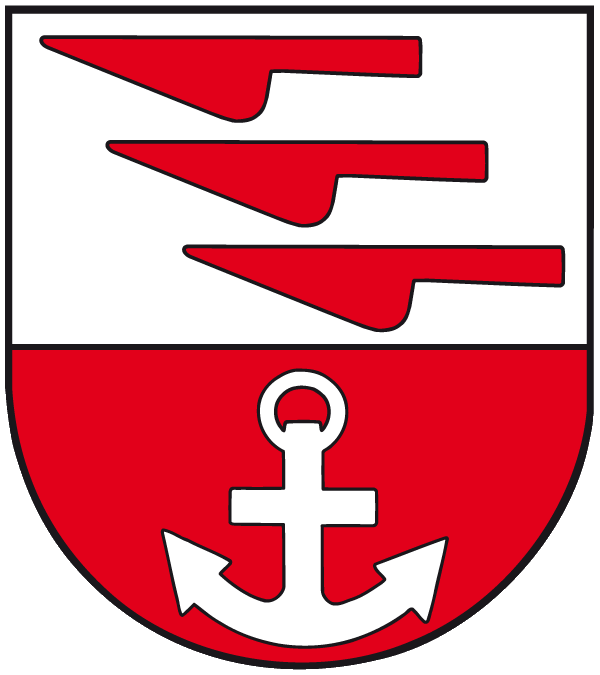
Stadt Könnern Ortsteil Beesenlaublingen
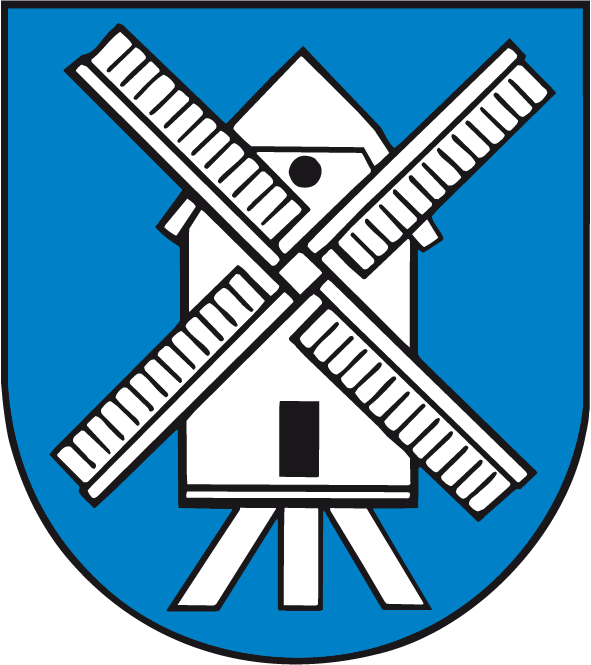
Stadt Könnern Ortsteil Belleben
Stadt Bernburg Ortsteil Biendorf[26]
Gemeinde Bördeland Ortsteil Biere
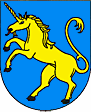
Stadt Staßfurt Ortsteil Brumby
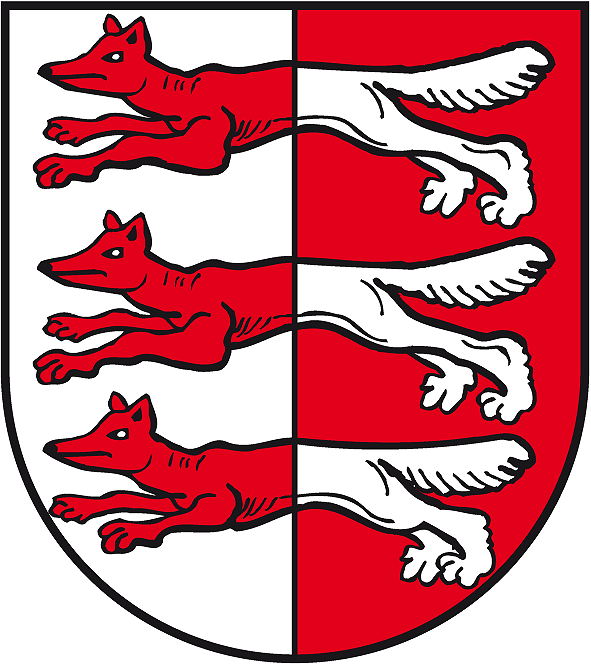
Stadt Hecklingen Ortsteil Cochstedt
Gemeinde Bördeland Ortsteil Eggersdorf
Gemeinde Bördeland Ortsteil Eickendorf
Gemeinde Börde-Hakel Ortsteil Etgersleben
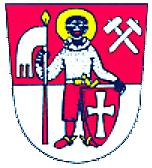
Stadt Staßfurt Ortsteil Förderstedt
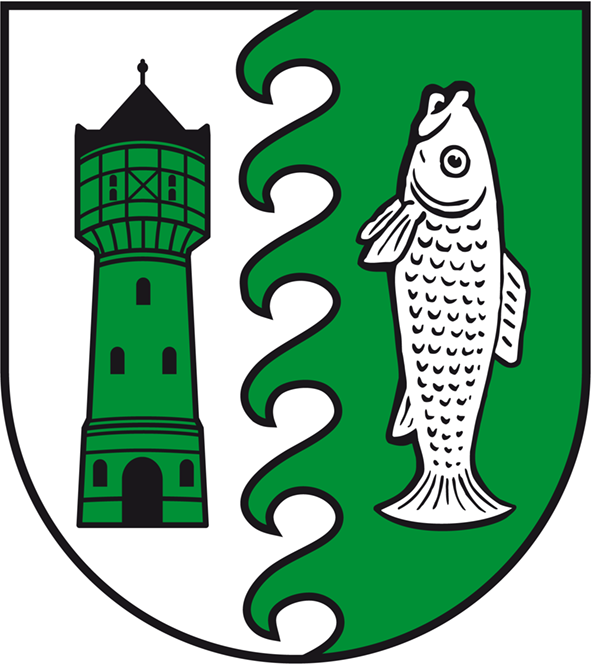
Stadt Seeland Ortsteil Frose
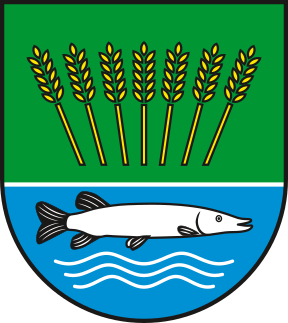
Stadt Seeland Ortsteil Gatersleben
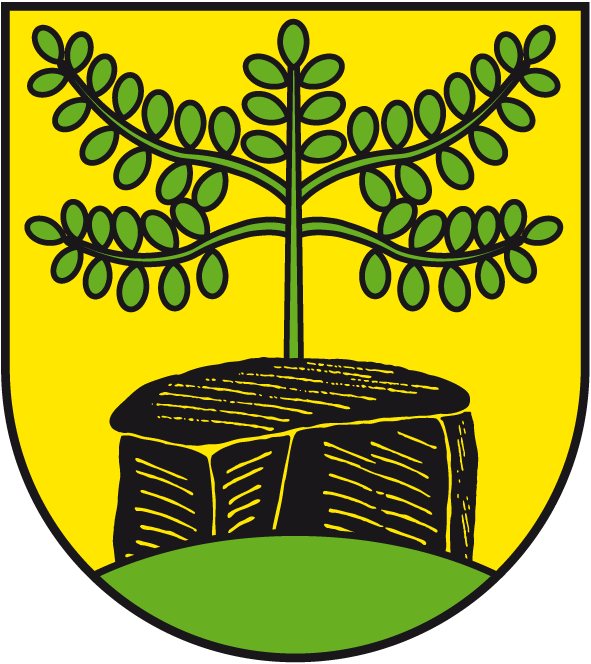
Stadt Nienburg Ortsteil Gerbitz
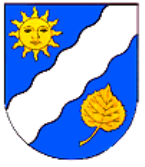
Stadt Barby Ortsteil Glinde
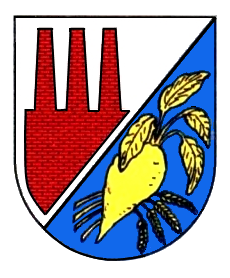
Stadt Staßfurt Ortsteil Glöthe
Gemeinde Bördeland Ortsteil Großmühlingen
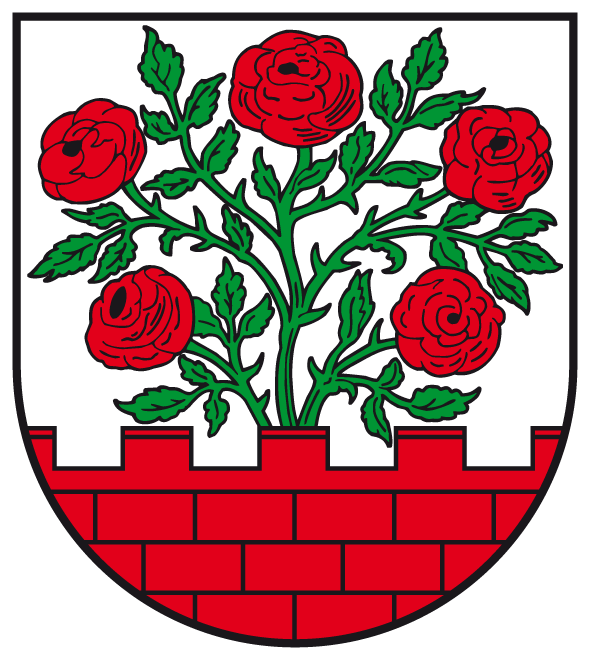
Stadt Barby Ortsteil Groß Rosenburg
Gemeinde Börde-Hakel Ortsteil Hakeborn
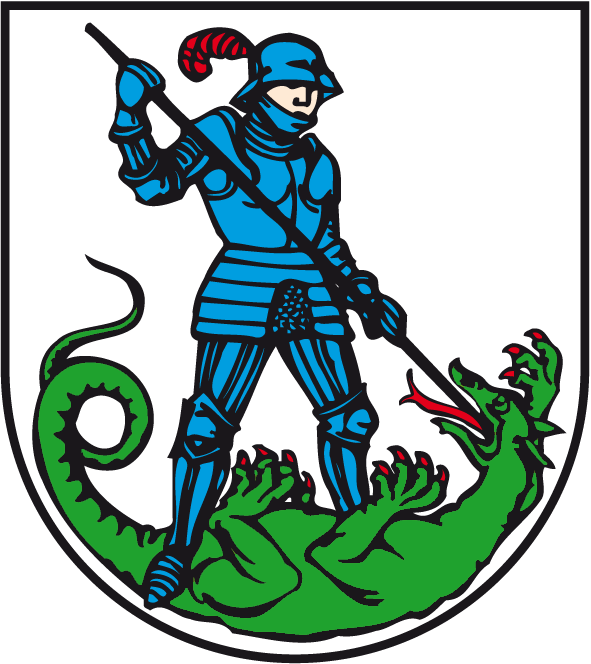
Stadt Hecklingen Ortsteil Hecklingen
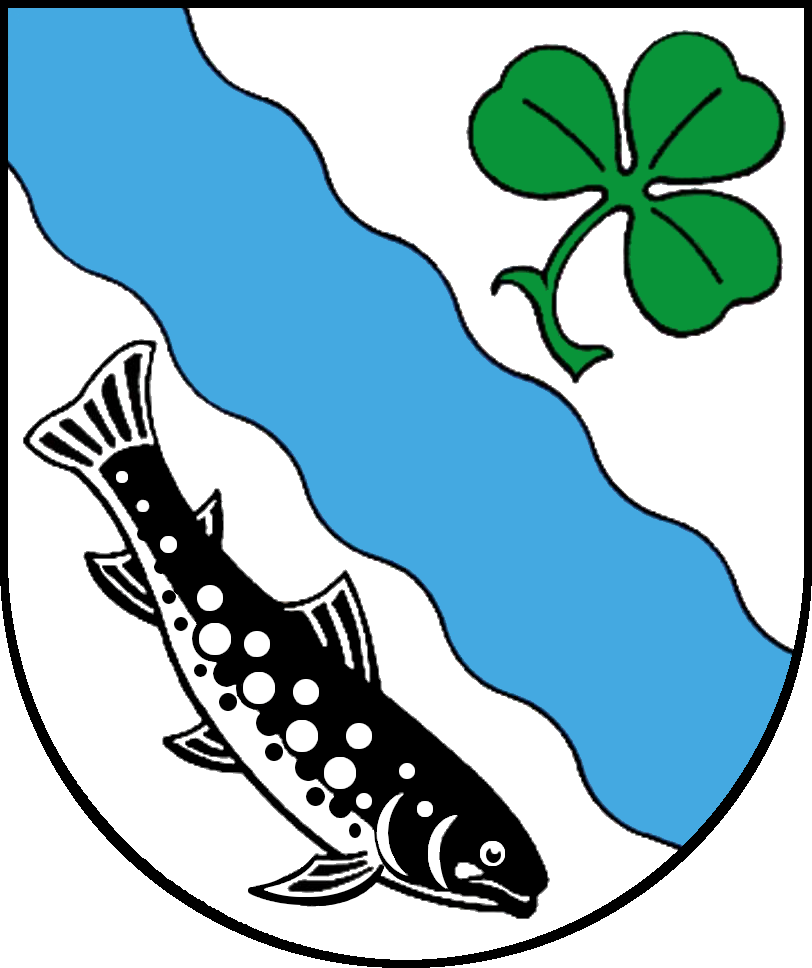
Stadt Staßfurt Ortsteil Hohenerxleben
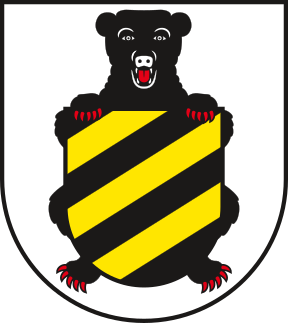
Stadt Seeland Ortsteil Stadt Hoym
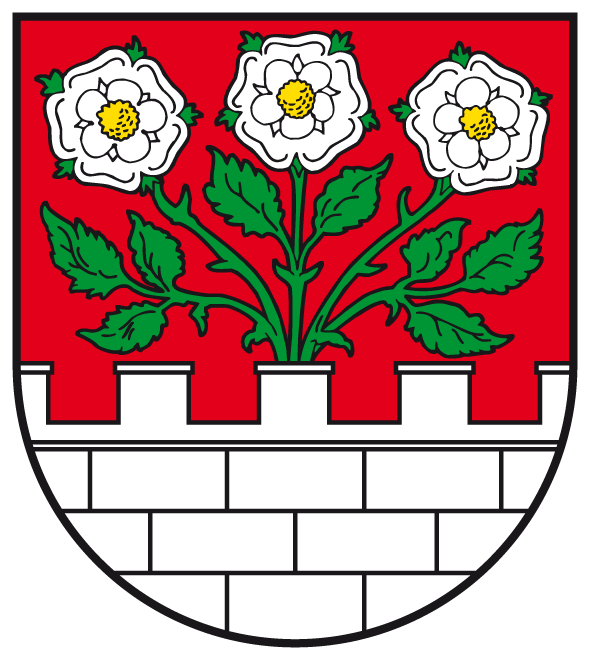
Gemeinde Barby Ortsteil Klein Rosenburg
Gemeinde Bördeland Ortsteil Kleinmühlingen
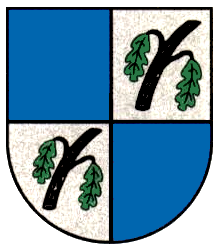
Stadt Staßfurt Ortsteil Löbnitz
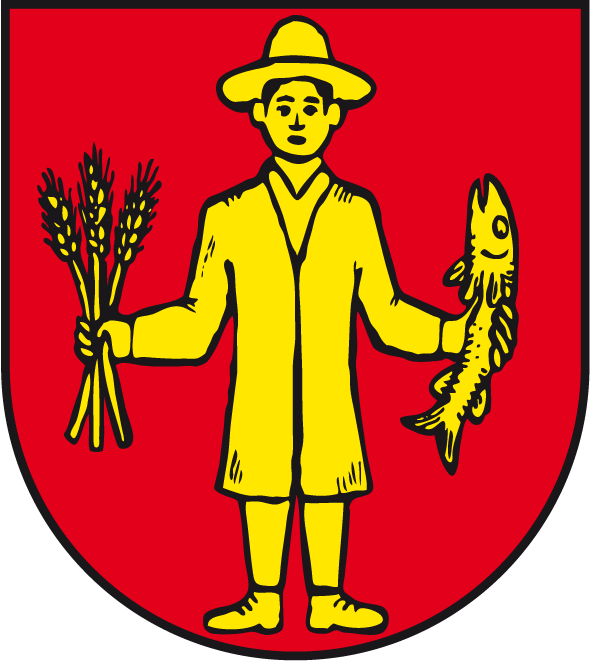
Stadt Staßfurt Ortsteil Löderburg
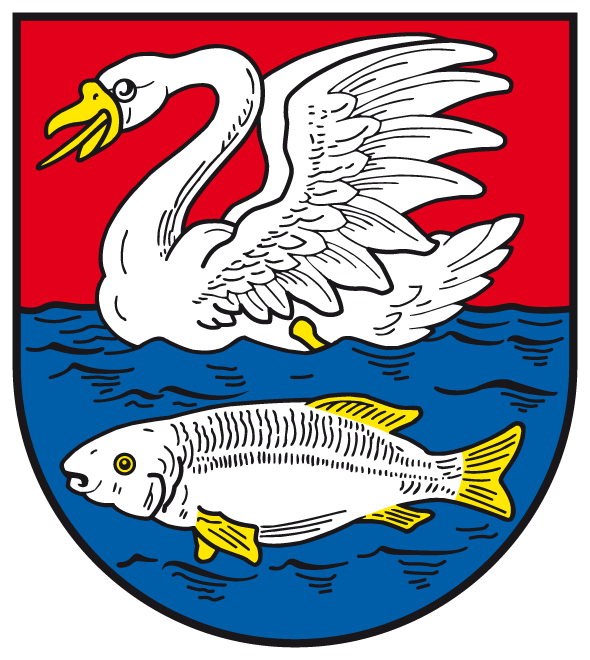
Stadt Seeland Ortsteil Nachterstedt
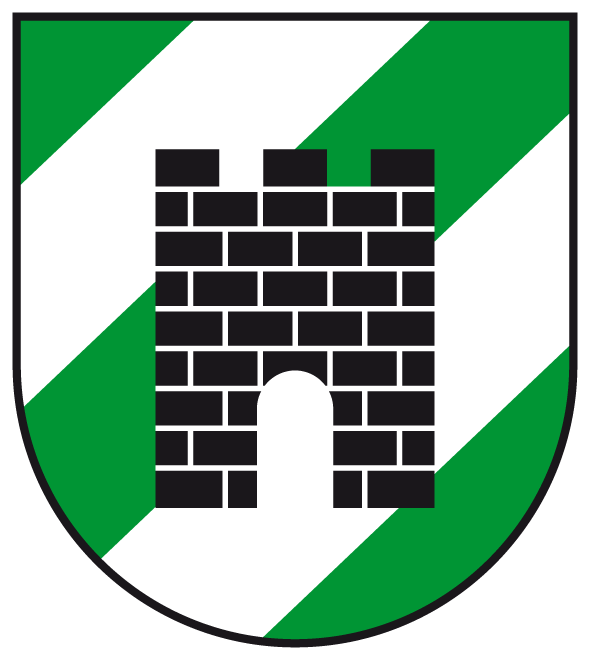
Stadt Staßfurt Ortsteil Neundorf (Anhalt)
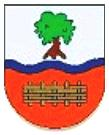
Stadt Schönebeck (Elbe) Ortsteil Plötzky
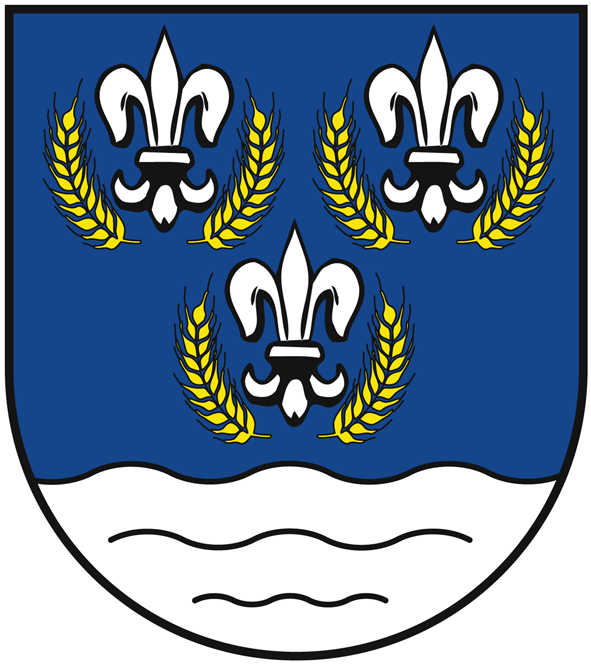
Stadt Barby Ortsteil Pömmelte
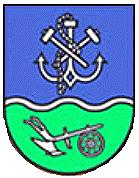
Stadt Schönebeck (Elbe) Ortsteil Pretzien
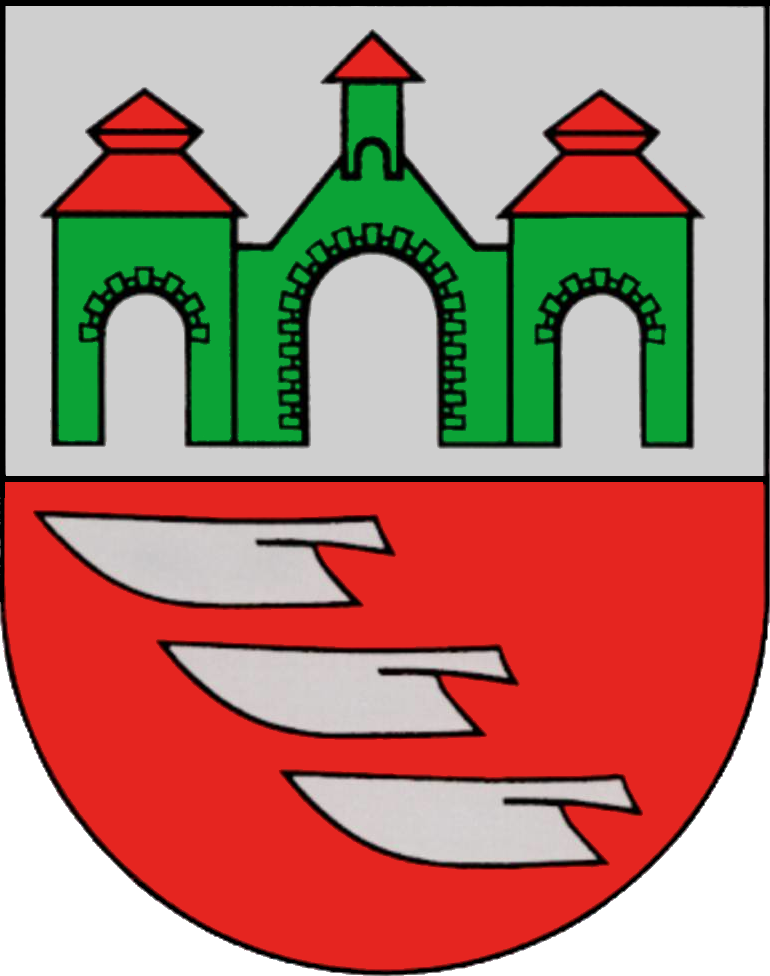
Stadt Staßfurt Ortsteil Rathmannsdorf
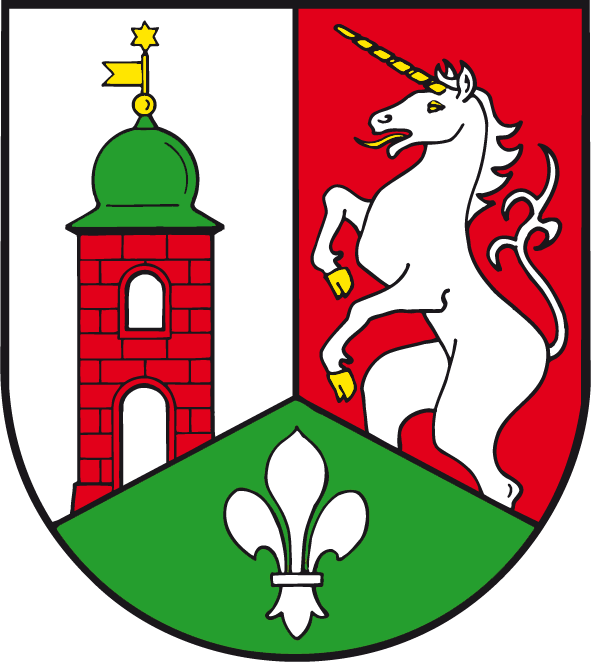
Stadt Aschersleben Ortsteil Schackstedt
Stadt Seeland Ortsteil Schadeleben
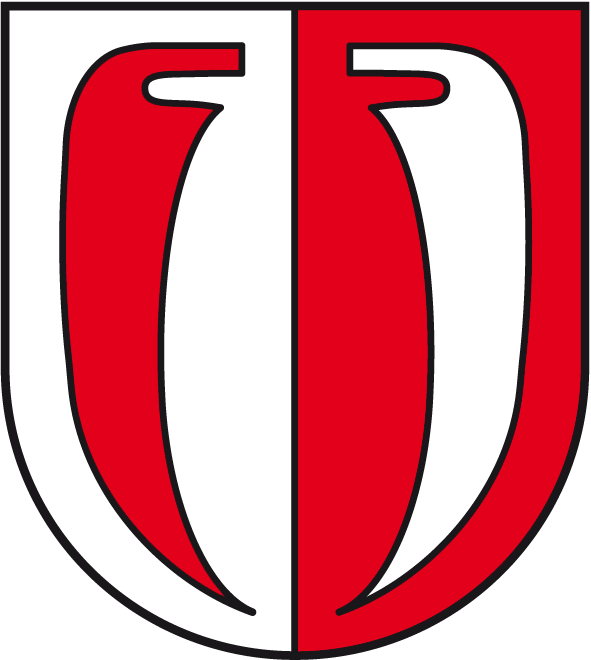
Stadt Hecklingen Ortsteil Schneidlingen
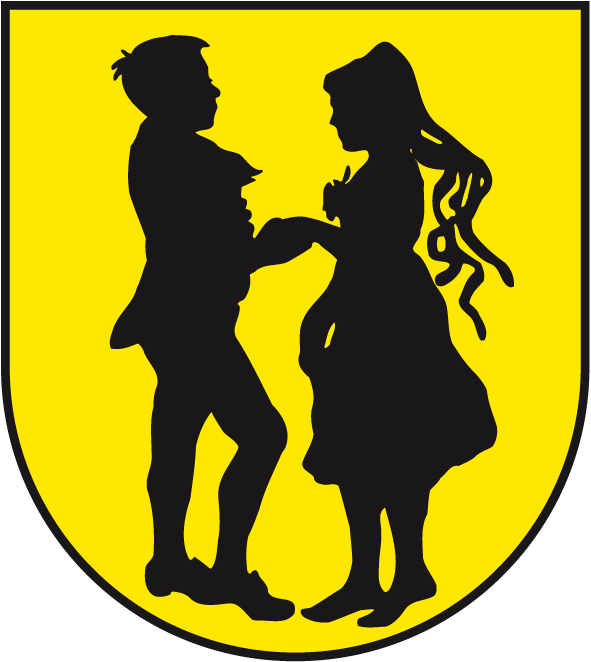
Stadt Könnern Ortsteil Strenznaundorf
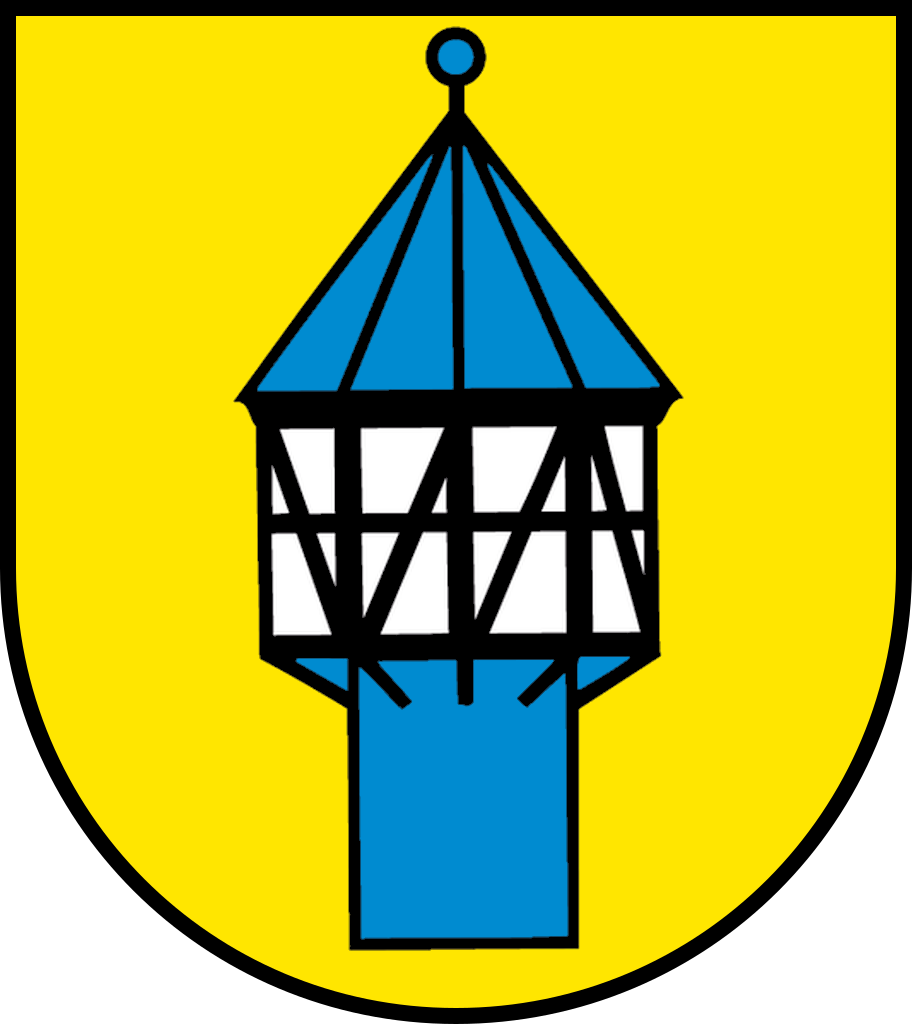
Gemeinde Bördeaue Ortsteil Tarthun
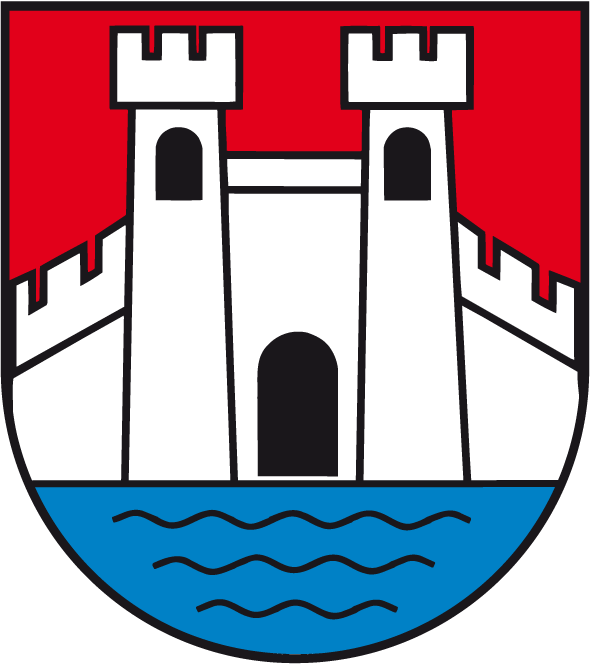
Gemeinde Bördeaue Ortsteil Unseburg
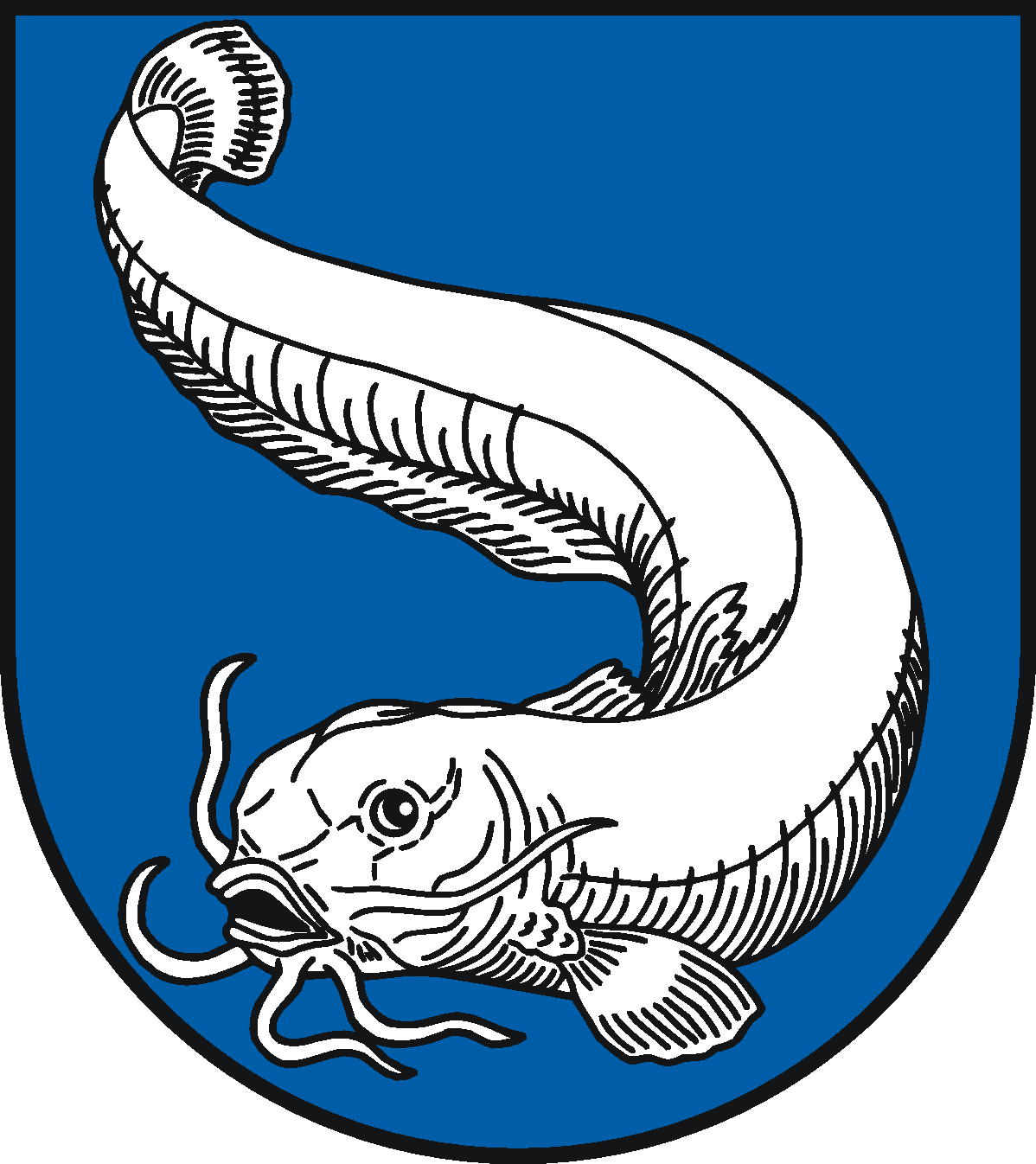
Gemeinde Bördeland Ortsteil Welsleben
Stadt Barby Ortsteil Wespen
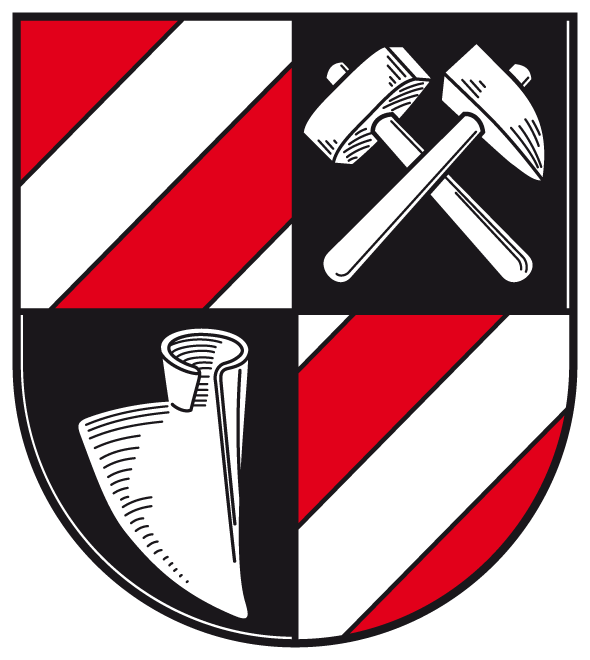
Gemeinde Börde-Hakel Ortsteil Westeregeln
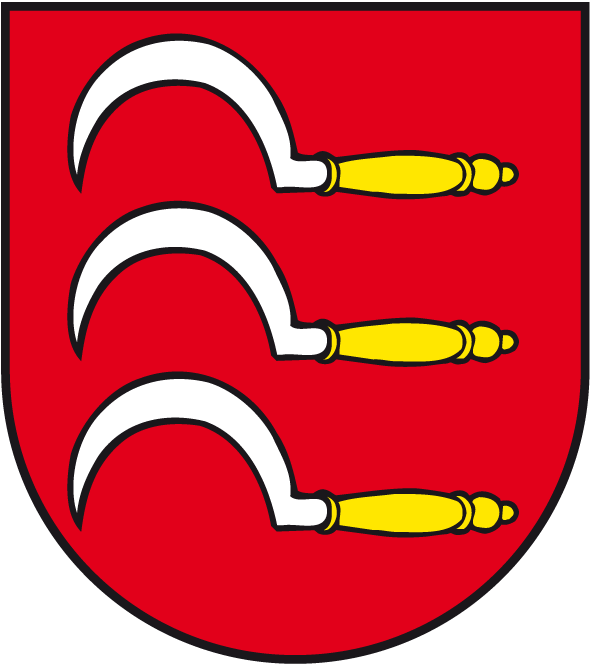
Stadt Aschersleben Ortsteil Winningen
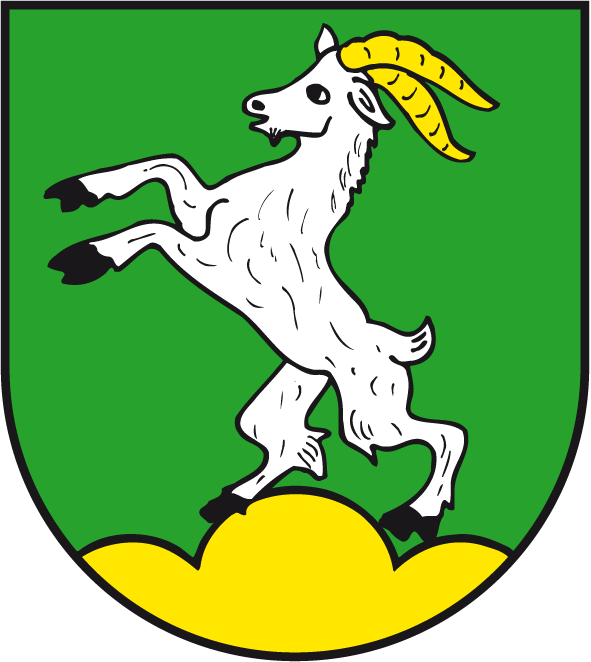
Gemeinde Bördeland Ortsteil Zens
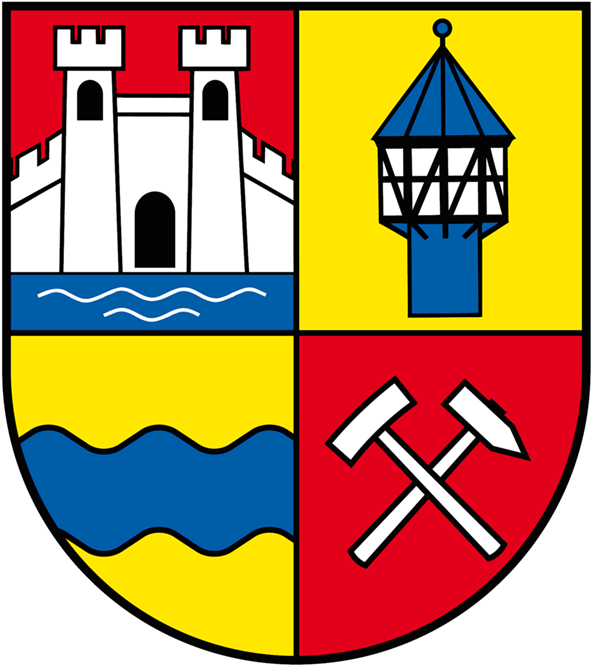
Gemeinde Bördeland
 Ortsteil Biere[27]
- Stadt Staßfurt
 Ortsteil Brumby[28]
- Stadt Hecklingen
 Ortsteil Cochstedt[29]
Gemeinde Bördeland
 Ortsteil Eggersdorf[30]
Gemeinde Bördeland
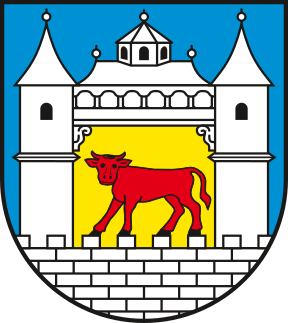
Stadt Calbe (Saale)
 Ortsteil Eickendorf[31]
- Gemeinde Börde-Hakel
 Ortsteil Etgersleben[32]
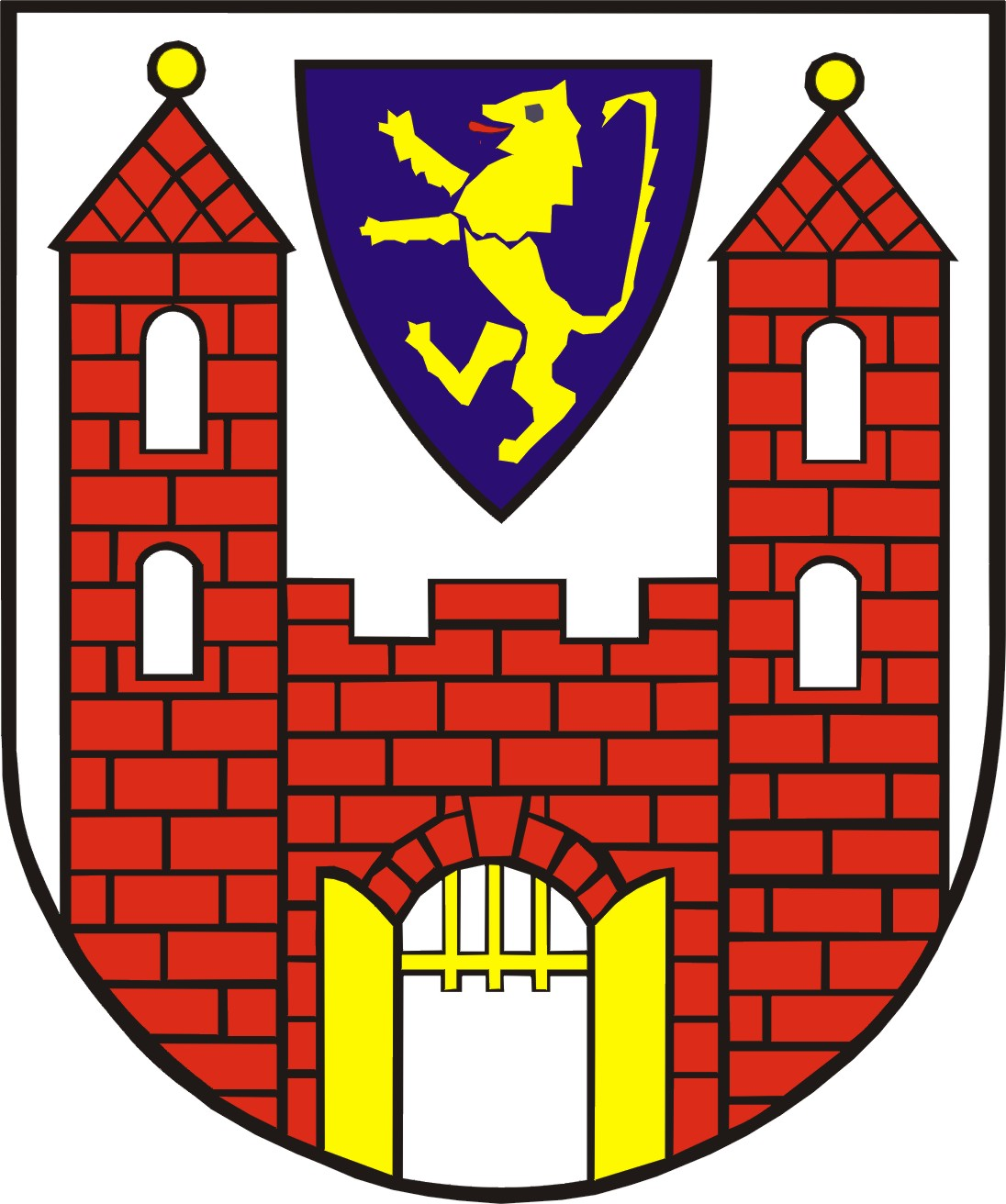
Stadt Staßfurt
 Ortsteil Förderstedt[33]
- Stadt Seeland
 Ortsteil Frose[34]
- Stadt Seeland
 Ortsteil Gatersleben[35]
- Stadt Nienburg
 Ortsteil Gerbitz[36]
- Stadt Barby
 Ortsteil Glinde
- Stadt Staßfurt
 Ortsteil Glöthe[37]
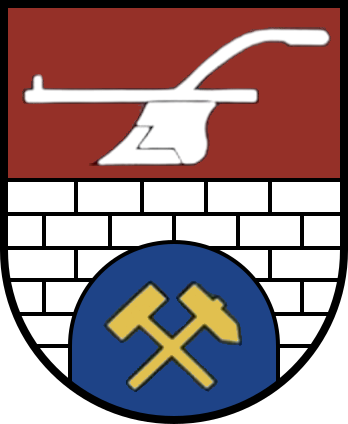
Gemeinde Bördeland
 Ortsteil Großmühlingen[38]
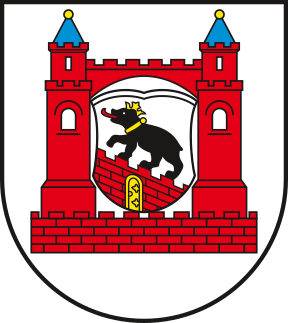
Stadt Barby
 Ortsteil Groß Rosenburg[39]
- Gemeinde Börde-Hakel
 Ortsteil Hakeborn[40]
Stadt Hecklingen Ortsteil Hecklingen[41]
- Stadt Staßfurt
 Ortsteil Hohenerxleben[42]
- Stadt Seeland
 Ortsteil Stadt Hoym
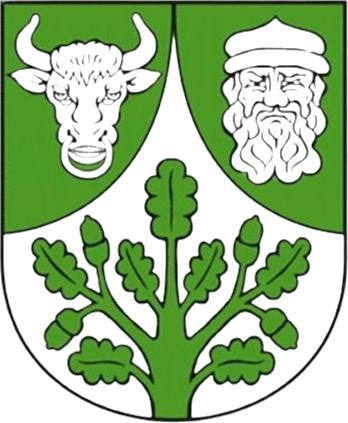
Gemeinde Barby
 Ortsteil Klein Rosenburg[43]
- Gemeinde Bördeland
 Ortsteil Kleinmühlingen[44]
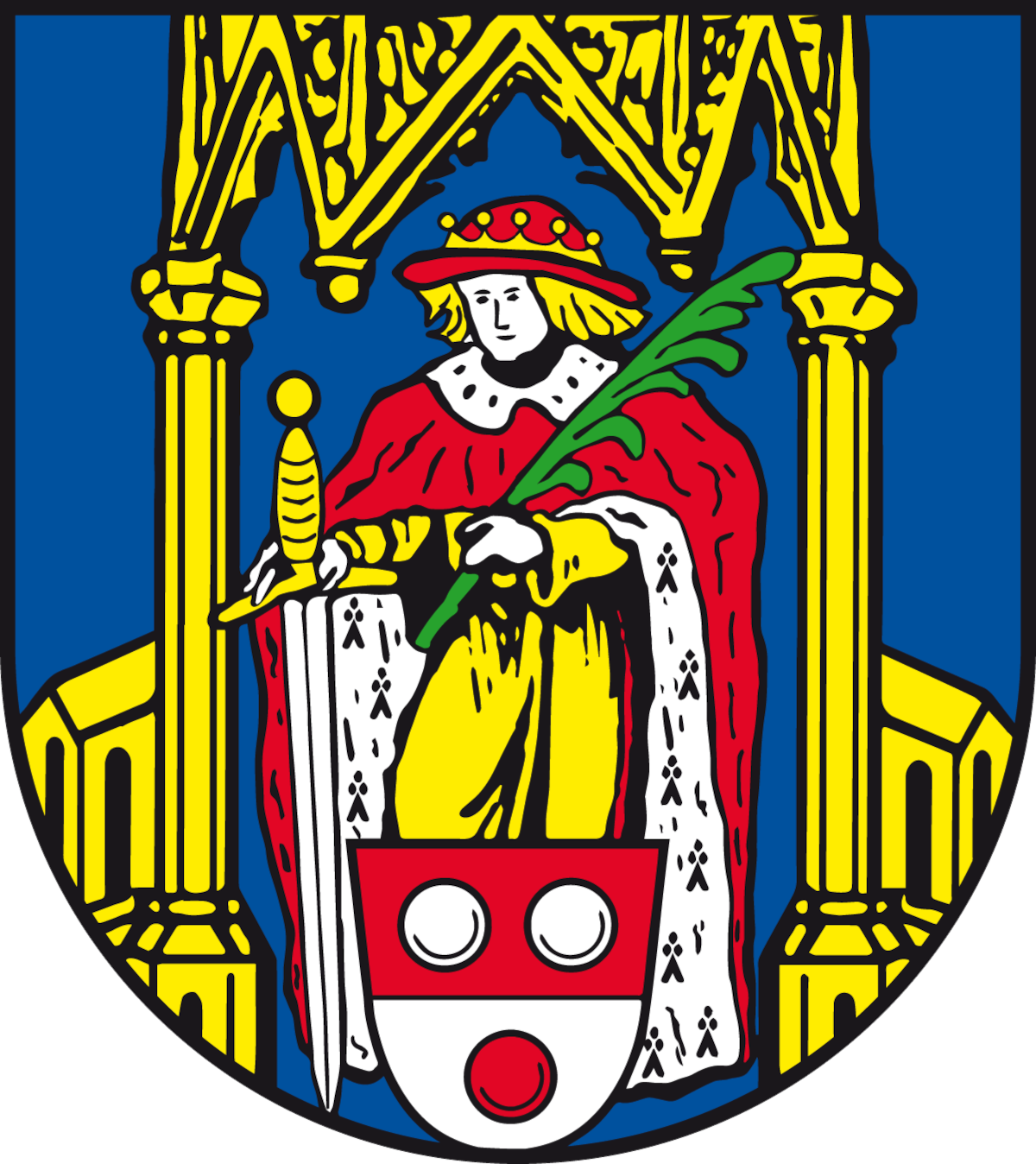
Stadt Staßfurt
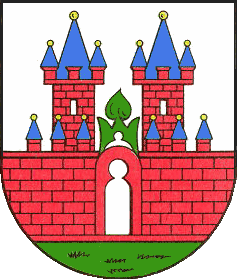
Stadt Nienburg (Saale)
 Ortsteil Löbnitz[45]
- Stadt Staßfurt
 Ortsteil Löderburg[46]
- Stadt Seeland
 Ortsteil Nachterstedt[47]
- Stadt Staßfurt
 Ortsteil Neundorf (Anhalt)[48]
- Stadt Schönebeck (Elbe)
 Ortsteil Plötzky
- Stadt Barby
 Ortsteil Pömmelte
- Stadt Schönebeck (Elbe)
 Ortsteil Pretzien[49]
- Stadt Staßfurt
 Ortsteil Rathmannsdorf[50]
- Stadt Aschersleben
 Ortsteil Schackstedt
- Stadt Seeland
 Ortsteil Schadeleben
- Stadt Hecklingen
 Ortsteil Schneidlingen[51]
- Stadt Könnern
 Ortsteil Strenznaundorf
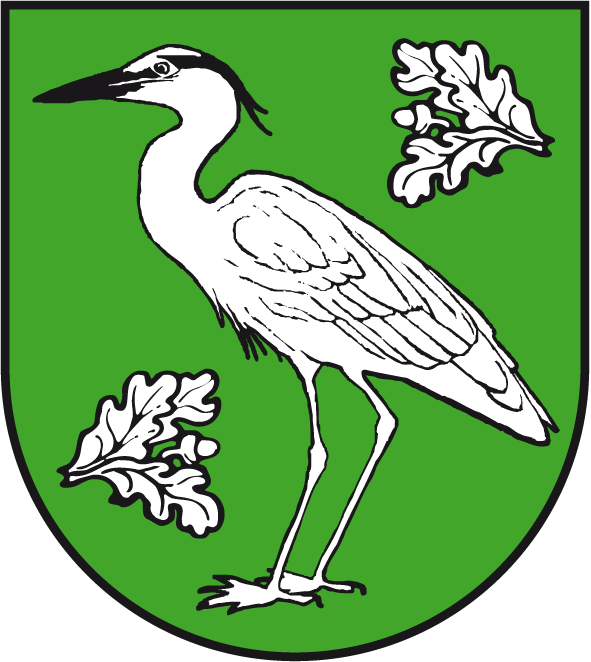
Gemeinde Bördeaue
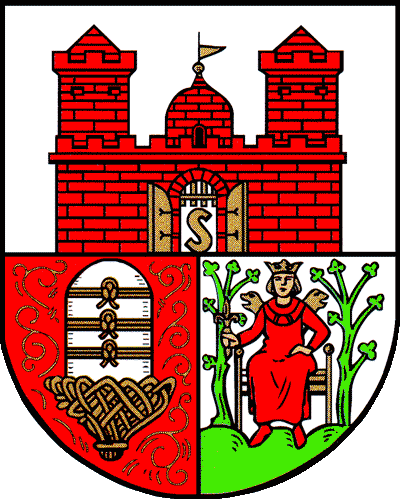
Stadt Schönebeck (Elbe)
 Ortsteil Tarthun[52]
- Gemeinde Bördeaue
 Ortsteil Unseburg[53]
- Gemeinde Bördeland
 Ortsteil Welsleben[54]
Stadt Barby
 Ortsteil Wespen[55]
- Gemeinde Börde-Hakel
 Ortsteil Westeregeln[56]
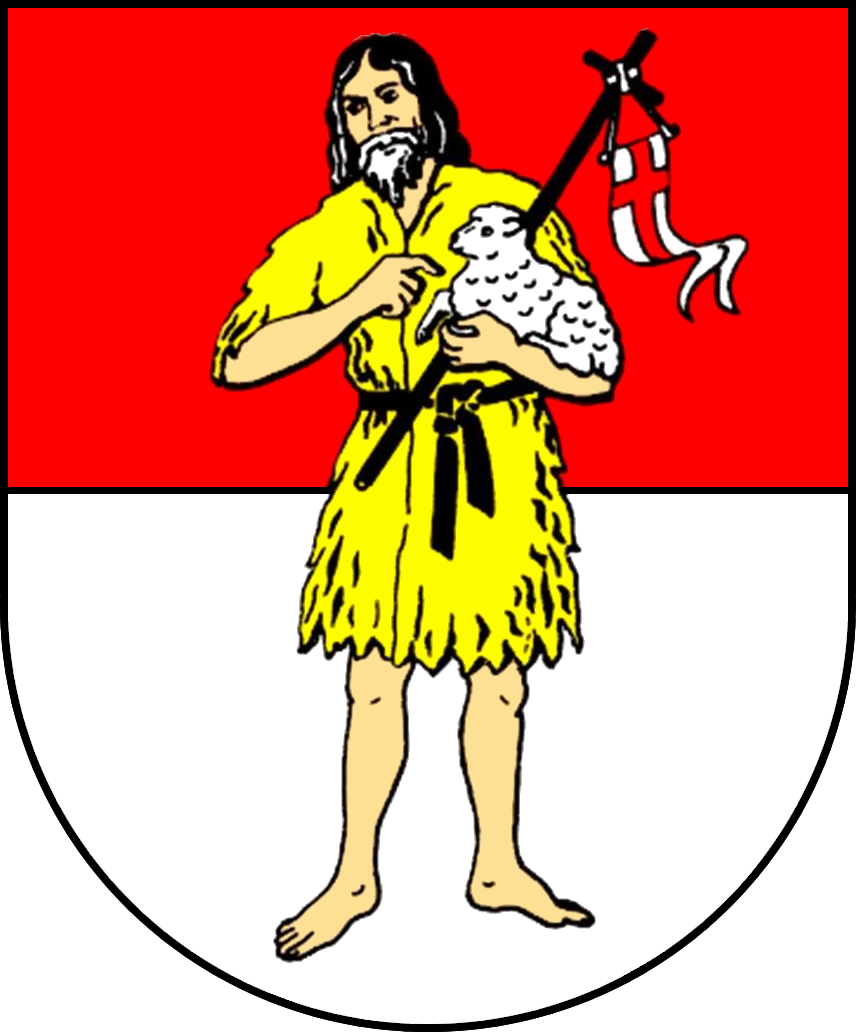
Stadt Aschersleben
 Ortsteil Winningen[57]
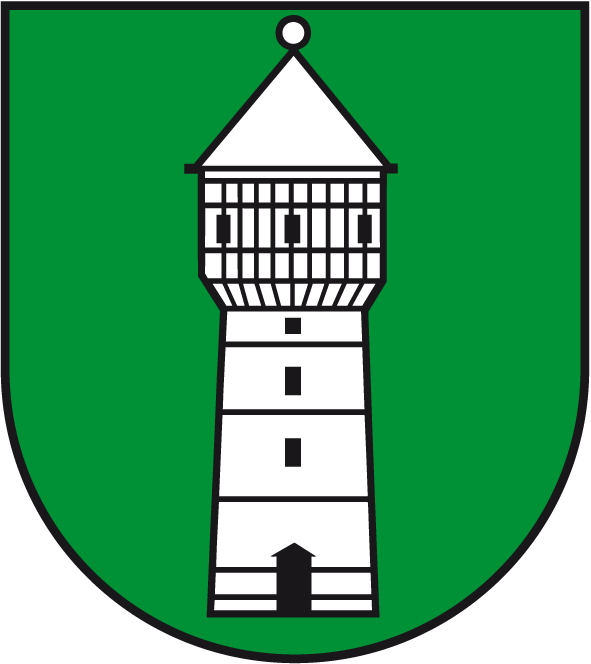
Gemeinde Bördeland
 Ortsteil Zens[58]

## Historische Wappen

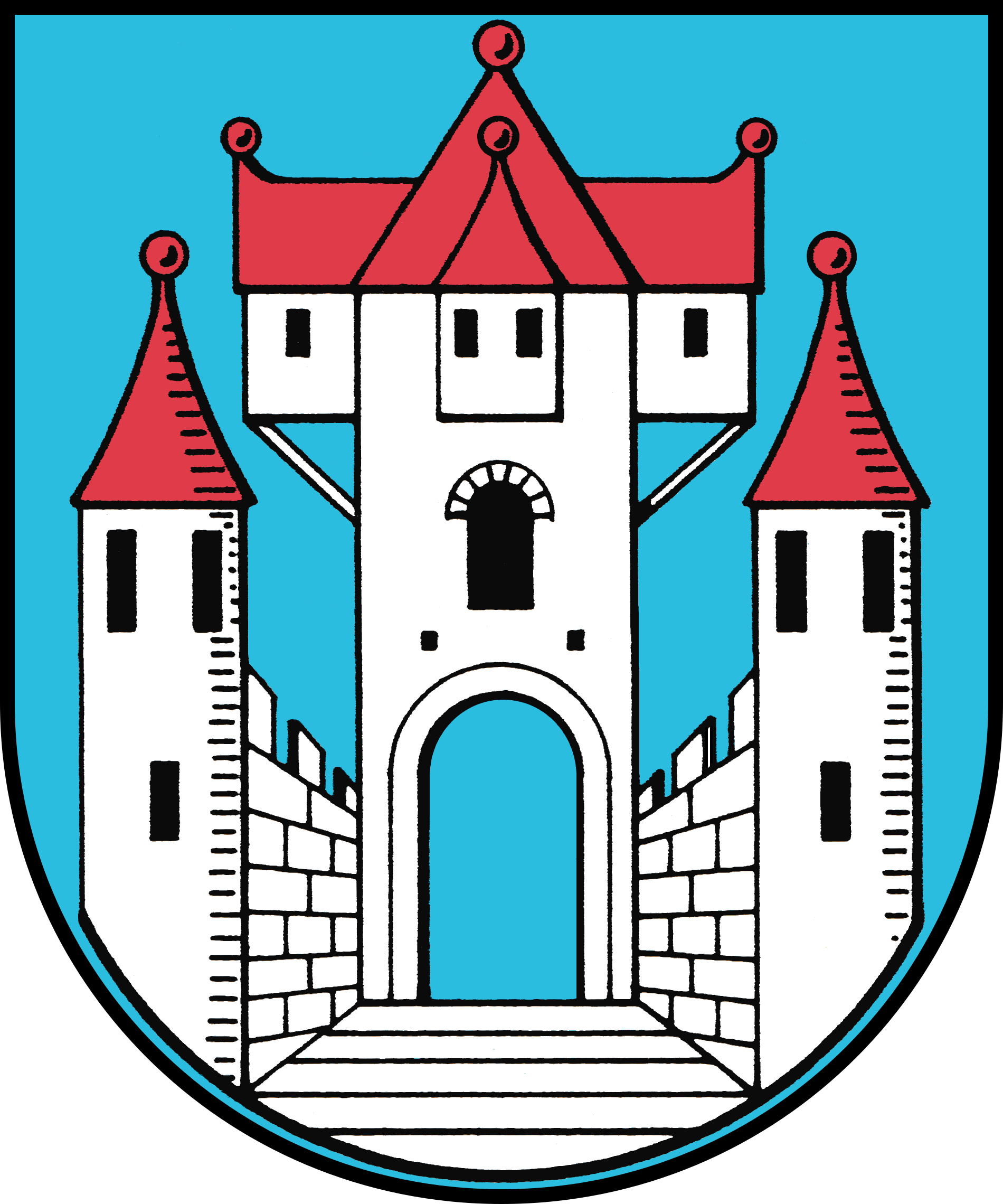
Stadt Barby (bis 1998)
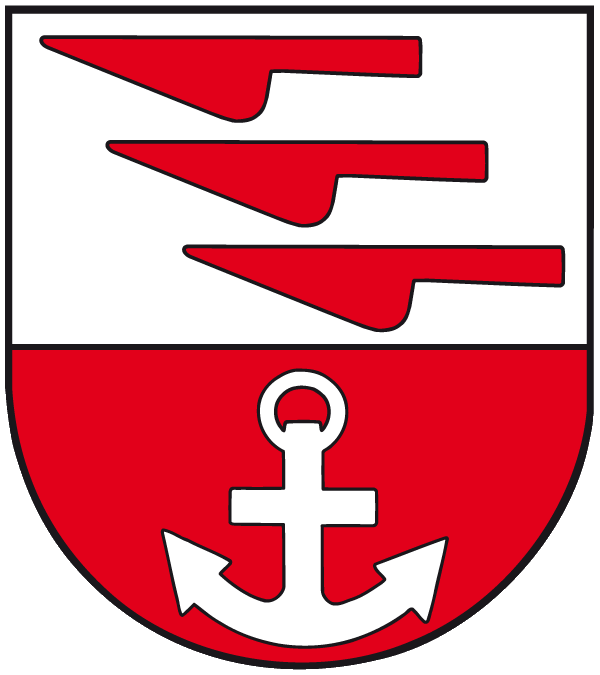
Gemeinde Könnern, Ortsteil Beesenlaublingen von 1939
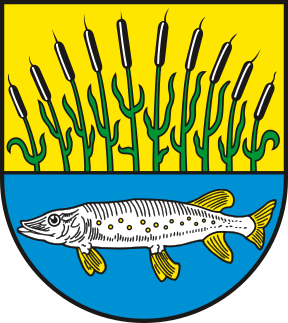
Gemeinde Gatersleben von 1938
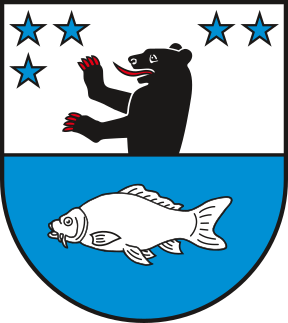
Stadt Seeland von 2009